# George e Martha
George e Martha (George and Martha) è uno show per bambini prescolari, realizzato nel 1999 in Canada. Il programma ruota attorno alla vita di due ippopotami: George e Martha (doppiato nell'originale  da Nathan Lane e Andrea Martin). Il programma, prodotto for Cartoon Network da Nelvana, è basato su una serie di libri scritti e illustrati da James Marshall. 

## Trama
George e Martha sono due amici che fanno tutto insieme. La serie si propone di insegnare ai bambini i valori dell'amicizia spiegandoli in modo divertente. George e Martha sembra abbiano delle continue divergenze di opinioni, che alla fine risolvono però nel migliore dei modi. Visto il loro stretto rapporto si è portati a credere che siano marito e moglie ma questo non è assolutamente vero e viene appurato in un episodio della serie dal titolo The Prize nel quale i due vincono un televisore. Litigando su chi dei due debba tenere il premio, fanno comprendere che vivono in case diverse. 

## Libri
La serie di libri George e Martha comprende i seguenti titoli: 
- George e Martha  1972
- George e Martha Encore 1973
- George e Martha Rise and Shine 1976
- George e Martha One Fine Day 1978
- George e Martha Tons of Fun 1980
- George e Martha Back in Town 1984
- George e Martha Round and Round 1988
- George e Martha The Complete Stories of Two Best Friends, con una prefazione di Maurice Sendak  1997

## Doppiaggio
| Personaggio  | Doppiatori originali | Doppiatori italiani |
| ------------ | -------------------- | ------------------- |
| George Hippo | Nathan Lane          | Vittorio Amandola   |
| Martha Hippo | Andrea Martin        | Antonella Rinaldi   |